# Glenda Farrell

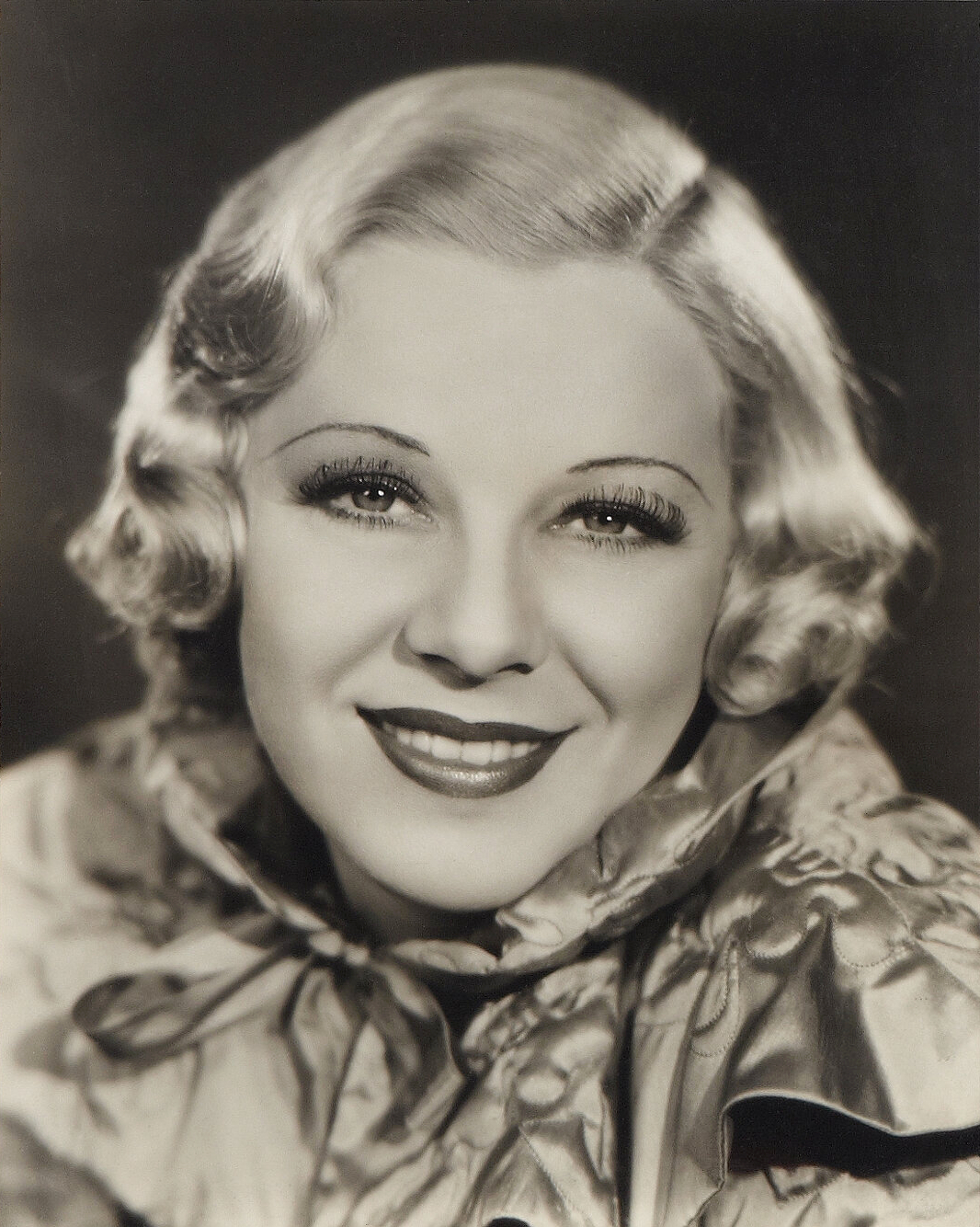
Glenda Farrell (1930er Jahre)

Glenda Farrell (* 30. Juni 1904 in Enid, Oklahoma; † 1. Mai 1971 in New York City, New York) war eine US-amerikanische Schauspielerin, deren Karriere von den frühen 1930ern bis in die frühen 1970er Jahre reichte.

## Karriere
Glenda Farrell stand bereits seit ihrer Kindheit regelmäßig auf der Bühne. Im Jahr 1928 machte sie ihr Debüt am Broadway. Kurze Zeit später ging sie nach Hollywood, wo sie gleich mit ihrer ersten größeren Rolle in dem Gangsterfilm Der kleine Cäsar als hartgesottene Tänzerin neben Douglas Fairbanks jr. die Aufmerksamkeit der Kritiker auf sich zog. Sie unterzeichnete einen langjährigen Vertrag bei Warner Brothers und spielte in der Folgezeit in bis zu acht Filmen pro Jahr meist scharfzüngige, oft zynische Frauen, die sich mit einer Mischung aus Härte und Sarkasmus ihren Platz in der Gesellschaft erkämpfen. In dem Film I am a Fugitive from a Chain Gang war sie als Prostituierte zu sehen. In den nächsten Jahren setzte das Studio sie oft als beste Freundin der Heldin ein, die die in der Regel attraktivere Heldin stets vergeblich vor falschen Männern und anderen Fehlentscheidungen warnte. Beispiele waren Three on a Match neben Bette Davis, The Keyhole und Mary Stevens, M. D. jeweils als Beraterin von Kay Francis und Grand Slam, der sie als enge Vertraute von Loretta Young zeigte.
Oft wurde sie als Reporterin eingesetzt, so in dem aufwändig in Zweifarben-Technicolor gedrehten Horrorfilm The Mystery of the Wax Museum (1933), in dem sie die Freundin des Opfers Fay Wray spielte. In vielen Filmen stand sie an der Seite ihrer Freundin Joan Blondell vor der Kamera. Von 1937 bis 1939 war sie als Reporterin Torchy Blane in insgesamt sieben, meist billig gedrehten Programmfilmen zu sehen. Zu ihren bekanntesten Rollen zählte die Darstellung eines abgebrühten Showgirls in dem Musical Die Goldgräber von 1935. Mit Anbruch der 1940er Jahre ließ die Qualität ihrer Rollen langsam nach, zu den wenigen gehaltvollen Rollen der späteren Jahre zählte der Einsatz in Zeuge der Anklage von George Stevens aus dem Jahr 1942.
Ab Mitte der 1950er Jahre trat sie regelmäßig im Fernsehen auf. 1963 gewann sie einen Emmy als beste Nebendarstellerin für ihre Darstellung in einer Folge von Ben Casey. Zu den wenigen Filmrollen, die sie zu dieser Zeit spielte, gehörte die Rolle von Elvis Presleys Mutter in der Komödie Kissin’ Cousins. 1964 wirkte sie an der Seite von Jerry Lewis in der Komödie Der Tölpel vom Dienst mit. 1969 hatte Farrell einen Auftritt in der erfolgreichen Broadwayproduktion von 40 Carats, ehe sie sich aufgrund von Lungenkrebs mehr und mehr ins Privatleben zurückzog.

## Privatleben
Von 1921 bis 1929 war Glenda Farrell mit dem Filmeditor Thomas Richards verheiratet. Ihr gemeinsamer Sohn war der Schauspieler Tommy Farrell (1921–2004). 1941 heiratete sie den Chirurgen Henry Ross, mit dem sie bis zu ihrem Tod verheiratet blieb. Sie starb im Alter von 66 Jahren an Lungenkrebs und wurde auf dem West Point Cemetery in New York bestattet.

## Filmografie (Auswahl)
- 1928: Lucky Boy
- 1931: Der kleine Cäsar (Little Caesar)
- 1932: Jagd auf James A. (I Am a Fugitive from a Chain Gang)
- 1932: Three on a Match
- 1933: Das Geheimnis des Wachsfigurenkabinetts (Mystery of the Wax Museum)
- 1933: The Keyhole
- 1933: Mary Stevens, M. D.
- 1933: Lady für einen Tag (Lady for a Day)
- 1933: Man’s Castle
- 1933: Verschollen in New York (Bureau of Missing Persons)
- 1934: Tag, Nellie! (Hi, Nellie!)
- 1935: Die Goldgräber von 1935 (Gold Diggers of 1935)
- 1937: Hollywood Hotel
- 1941: Der Tote lebt (Johnny Eager)
- 1942: Zeuge der Anklage (The Talk of the Town)
- 1947: Heading for Heaven
- 1948: Lulu Belle
- 1953: Frauen in der Nacht (Girls in the Night)
- 1954: Das Geheimnis der Inkas (Secret of the Incas)
- 1954: Eine Nacht mit Susanne (Susan Slept Here)
- 1955: Das Mädchen auf der roten Samtschaukel (The Girl in the Red Velvet Swing)
- 1959: Mitten in der Nacht (Middle of the Night)
- 1962: Preston & Preston (The Defenders; Fernsehserie, eine Folge)
- 1963: Auf der Flucht (The Fugitive; Fernsehserie, eine Folge)
- 1964: Die wilden Weiber von Tennessee (Kissin’ Cousins)
- 1964: Der Tölpel vom Dienst (The Disorderly Orderly)
- 1970: Tiger by the Tail